# FC Spartak Trnava
El FC Spartak Trnava és un club de futbol eslovac de la ciutat de Trnava.

## Història
El club es va fundar el 30 de maig de 1923 com a resultat de la fusió de Šk Čechie i ČšŠk en un club anomenat TSS Trnava. L'evolució del nom ha estat la següent:
- 1923: TSS Trnava
- 1939: Absorció de ŠK Rapid Trnava
- 1948: Sokol NV Trnava
- 1949: TJ Sokol Kovosmalt Trnava, fusionat amb Dinamo Trnava
- 1953: DŠO Spartak Trnava
- 1962: TJ Spartak Trnava
- 1967: TJ Spartak TAZ Trnava
- 1988: TJ Spartak ZŤS Trnava
- 1993: FC Spartak Trnava

## Jugadors destacats
- Jozef Adamec
- Karol Dobiáš
- Ladislav Kuna
- Miroslav Karhan
- Marek Ujlaky

## Palmarès
- Lliga eslovaca de futbol:[3]
  - 2017–18
- Copa eslovaca de futbol:[4]
  - 1970–71, 1974–75, 1985–86, 1990–91, 1997–98, 2018–19, 2021–22, 2022–23
- Supercopa eslovaca de futbol:
  - 1998
- Lliga txecoslovaca de futbol:[5]
  - 1968, 1969, 1971, 1972, 1973
- Copa txecoslovaca de futbol:[6]
  - 1951, 1967, 1971, 1975, 1986
- Copa Mitropa:
  - 1967